# Zofia Ławrynowicz
Zofia Ławrynowicz z domu Nawrocka (ur. 26 kwietnia 1964 w Stargardzie Szczecińskim) – polska nauczycielka, samorządowiec, działaczka kulturalna, posłanka na Sejm VII i VIII kadencji (2011–2015, 2019).

## Życiorys
Ukończyła w 2000 pedagogikę w Bałtyckiej Wyższej Szkole Humanistycznej w Koszalinie. Ukończyła także studia podyplomowe w Szkole Umiejętności Społecznych jako menadżer kultury w 2002, jak również w zakresie higieny głosu na Uniwersytecie Wrocławskim w 2005 oraz logopedii i terapii pedagogicznej na Uniwersytecie Szczecińskim w 2011.
Zawodowo od 1983 do 1992 pracowała jako nauczycielka w szkole podstawowej. W 1995 została zatrudniona w Młodzieżowym Domu Kultury w Stargardzie Szczecińskim, gdzie obejmowała różne stanowiska (m.in. kierownika i wicedyrektora). Jest założycielką i opiekunem lokalnego Zespołu Piosenki Literackiej, a także członkinią Towarzystwa Przyjaciół Stargardu. Była też prezenterką Stargardzkiej Telewizji Kablowej. Od 2009 do 2010 kierowała jednym z działów na Zamku Książąt Pomorskich w Szczecinie.
Występowała przez szereg lat jako piosenkarka, największe sukcesy odnosiła w pierwszej połowie lat 90. W 1992 zwyciężyła na Festiwalu Piosenki Żołnierskiej w Kołobrzegu, w tym samym roku zdobyła też pierwszą nagrodę na Ogólnopolskich Spotkaniach z Piosenką Kabaretową OSPA w Ostrołęce. W 1994 wygrała na Ogólnopolskim Festiwalu Piosenki Żydowskiej w Warszawie, gościnnie wystąpiła w Piwnicy pod Baranami.
W wyborach samorządowych w 2006 i 2010 z ramienia Platformy Obywatelskiej była wybierana w skład rady miejskiej Stargardu Szczecińskiego, w której obejmowała urząd przewodniczącej Komisji Kultury i Oświaty. W wyborach parlamentarnych w 2011 uzyskała mandat poselski jako kandydatka z listy PO, otrzymując 5057 głosów w okręgu szczecińskim. Bez powodzenia kandydowała w wyborach do Parlamentu Europejskiego w 2014, a w 2015 nie uzyskała poselskiej reelekcji. Z początkiem grudnia tego samego roku powróciła do pracy w MDK.
W 2017 wystartowała w przedterminowych wyborach na prezydenta Stargardu, zajmując trzecie (ostatnie) miejsce. Na przełomie maja i czerwca tego roku utraciła stanowisko przewodniczącej PO w Stargardzie, po czym opuściła partię. W 2018 bezskutecznie kandydowała do rady powiatu stargardzkiego z listy Koalicji Obywatelskiej jako przedstawicielka Ligi Powiatu Stargardzkiego. W czerwcu 2019 objęła mandat posłanki VIII kadencji w miejsce Bartosza Arłukowicza, przystępując do klubu PO-KO. W tym samym roku nie wystartowała w kolejnych wyborach parlamentarnych. W 2024 uzyskała mandat radnej miejskiej Stargardu z ramienia KO.